# Йонас Вінд
Йонас Вінд (дан. Jonas Wind, нар. 7 лютого 1999) — данський футболіст, нападник клубу «Вольфсбург» та національної збірної Данії.

## Клубна кар'єра
Народився 7 лютого 1999 року. Вихованець футбольної школи клубу «Копенгаген». 22 лютого 2018 року в матчі Ліги Європи проти іспанського «Атлетіко Мадрид» Йонас дебютував за основний склад. 28 лютого в матчі проти «Хобро» він дебютував у данській Суперлізі. 18 квітня в поєдинку проти «Ольборга» Йонас забив свій перший гол за «Копенгаген». У 2019 році він допоміг клубу виграти чемпіонат.
6 серпня 2019 року Йонас забив пенальті у стилі Паненки на тому ж стадіоні «Црвени Звезди», де був забитий і оригінальний гол. Цей удар дозволив «Копенгагену» зрівняти рахунок у матчі третього кваліфікаційного раунду Ліги чемпіонів проти «Црвени Звезди» (1:1) .

## Виступи за збірні
2015 року дебютував у складі юнацької збірної Данії (U-17). Наступного року разом з нею був учасником юнацького чемпіонату Європи в Азербайджані, де зіграв в усіх трьох матчах, але його збірна не вийшла з групи. Загалом на юнацькому рівні взяв участь у 21 грі, відзначившись 9 забитими голами.
2019 року у складі молодіжної збірної Данії Вінд взяв участь у молодіжному чемпіонаті Європи в Італії та Сан-Марино, де теж зіграв у трьох матчах і знову не зміг допомогти команді вийти в плей-оф.
| Дата       | Місто      | Господарі         | Результат  | Гості                | Турнір                               | Голи | Примітки |
| ---------- | ---------- | ----------------- | ---------- | -------------------- | ------------------------------------ | ---- | -------- |
| 7-10-2020  | Гернінг    | Данія             | 4 – 0      | Фарерські острови    | товариський матч                     | -    | 72'      |
| 11-11-2020 | Бреннбю    | Данія             | 2 – 0      | Швеція               | товариський матч                     | 1    | 46'      |
| 15-11-2020 | Копенгаген | Данія             | 2 – 1      | Ісландія             | Ліга націй УЄФА 2020-2021 - 1-й етап | -    | 90'      |
| 18-11-2020 | Геверле    | Бельгія           | 4 – 2      | Данія                | Ліга націй УЄФА 2020-2021 - 1-й етап | 1    | 87'      |
| 25-3-2021  | Тель-Авів  | Ізраїль           | 0 – 2      | Данія                | Відбір до ЧС 2022                    | 1    | 77'      |
| 31-3-2021  | Відень     | Австрія           | 0 – 4      | Данія                | Відбір до ЧС 2022                    | -    | 60' 65'  |
| 6-6-2021   | Бреннбю    | Данія             | 2 – 0      | Боснія і Герцеговина | товариський матч                     | -    | 46'      |
| 12-6-2021  | Копенгаген | Данія             | 0 – 1      | Фінляндія            | ЧЄ 2020 - 1-й етап                   | -    | 63'      |
| 7-7-2021   | Лондон     | Англія            | 2 – 1 д.ч. | Данія                | ЧЄ 2020 - півфінал                   | -    | 105'     |
| 1-9-2021   | Копенгаген | Данія             | 2 – 0      | Шотландія            | Відбір до ЧС 2022                    | -    | 68'      |
| 4-9-2021   | Торсгавн   | Фарерські острови | 0 – 1      | Данія                | Відбір до ЧС 2022                    | 1    |          |
| 7-9-2021   | Копенгаген | Данія             | 5 – 0      | Ізраїль              | Відбір до ЧС 2022                    | -    | 83'      |
| Усього     |            | Матчів            | 12         |                      | Голів                                | 4    |          |

## Титули і досягнення
- Чемпіон Данії (1):

«Копенгаген»: 2018–19